# Parc national de Touchétie
 (novembre 2020).
Le parc national de Touchétie, dans l'est de la Géorgie, est l'une des huit nouvelles zones protégées approuvées par le Parlement de Géorgie le 22 avril 2003.
Le Fonds pour l'environnement mondial (FEM) et la Banque mondiale faisaient partie de ce processus d'approbation dans le cadre du « Projet de développement des aires protégées de Géorgie ». Les plantes conservées dans le parc sont des pinèdes (Pinus sosnowskyi), et les bosquets de bouleaux (Betula litwinowii et Betula raddeana).
Les aires protégées de la Touchétie comprennent le parc national de Touchétie, le paysage protégé de Touchétie (en) et la réserve naturelle intégrale de Touchétie (en) avec une aire protégée totale d'environ 113 660 hectares.
Les principales espèces fauniques du parc sont le léopard d'Anatolie (Panthera pardus ambornii), l'ours, le chamois, le faucon, l'aigle royal, le gypaète barbu, le lynx, la chèvre sauvage et le loup. Le parc a été nommé l'un des « 12 meilleurs endroits dont vous n'avez jamais entendu parler » par BudgetTravel en 2011, non seulement pour sa riche biodiversité, mais aussi pour son terrain esthétique, ses hameaux, ses anciennes tours de défense, sa cuisine et sa culture folklorique.

## Localisation
Le parc est situé dans la région montagneuse de Touchétie, au nord-est du pays. Elle est à 205 kilomètres de Tbilissi et à 120 kilomètres d'Alvani. L'autoroute Omalo-Alvani de 85 kilomètres de longueur est vallonné et difficile à parcourir. Son écorégion est celle des forêts mixtes du Caucase (en).

## Description
Le parc a une superficie de 83 453 hectares et se situe dans une plage d'altitude de 900 à 4 800 mètres. Les principales fonctions de l'administration du parc sont d'assurer la protection et de conserver la faune et la flore du parc en soutenant simultanément les intérêts des 50 communautés nomades et d'assurer la conservation des monuments historiques liés, tout cela en encourageant l'écotourisme.
Pour la chèvre sauvage en voie de disparition (Capra aegagrus), le parc est le seul habitat intact. Pour protéger cette espèce du braconnage et permettre son observation dans le parc par les visiteurs, le Centre pour la conservation et la recherche sur la biodiversité (NACRES), membre de l'UICN, a mené un projet pilote intitulé « voir le potentiel » en surveillant les « risques et avantages pour la conservation et le coût de la mise en place et de l'exploitation de sentiers d'observation de la faune ». Un programme de surveillance de la chèvre sauvage a été mis en place et des guides locaux, des gardes du parc et des groupes locaux ont été formés pour assurer la protection de la chèvre sauvage. Le projet s'est avéré un succès puisque davantage de visiteurs pouvaient voir la chèvre.

## Faune
Dans le parc national de Touchétie, sept mammifères, dix oiseaux et un poisson figurent sur la liste rouge de Géorgie. Les mammifères sont représentés par la loutre, l'ours brun, la chèvre sauvage, la chèvre du Caucase oriental, le cerf et la barbastelle. Les oiseaux, y compris certaines espèces rares, sont communs dans le parc. Ils comprennent l'aigle impérial, l'aigle criard, le faucon crécerellette, le râle des genêts, l'aigle des steppes, le milan noir, le vautour, le busard cendré, le tétras du Caucase et la tétraogalle du Caucase. La truite est la seule espèce de poisson sur la liste.

## Galerie

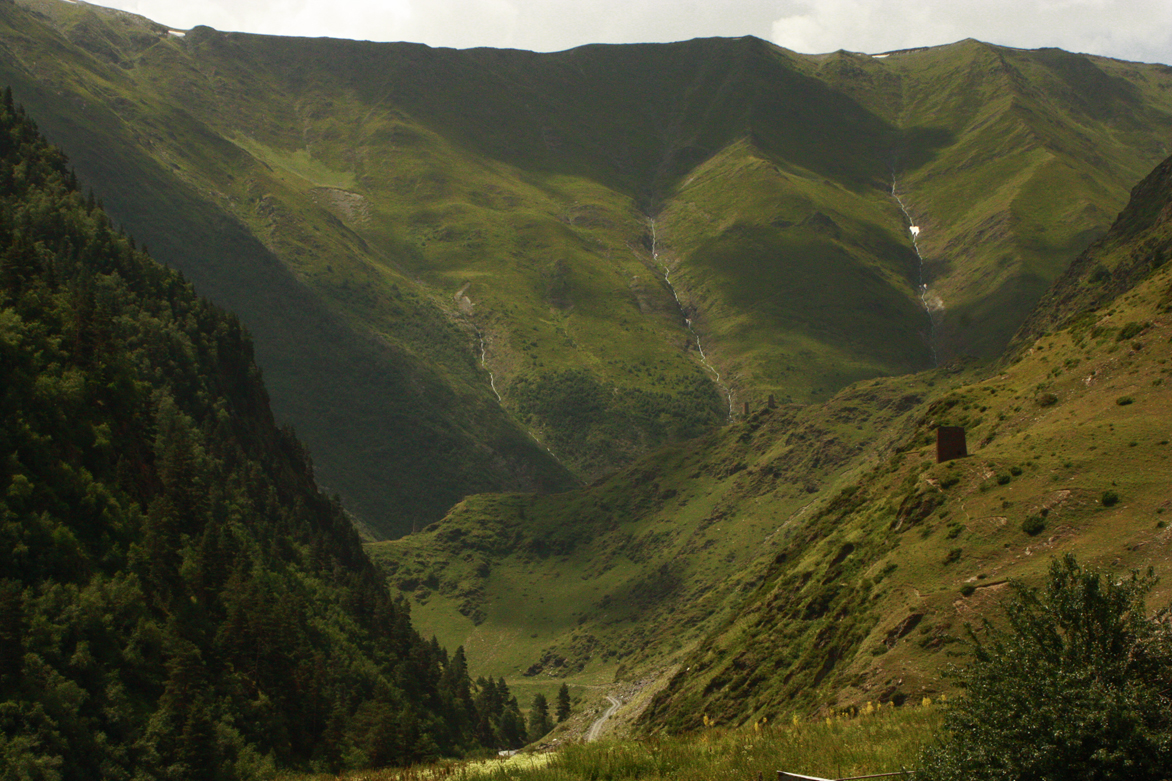
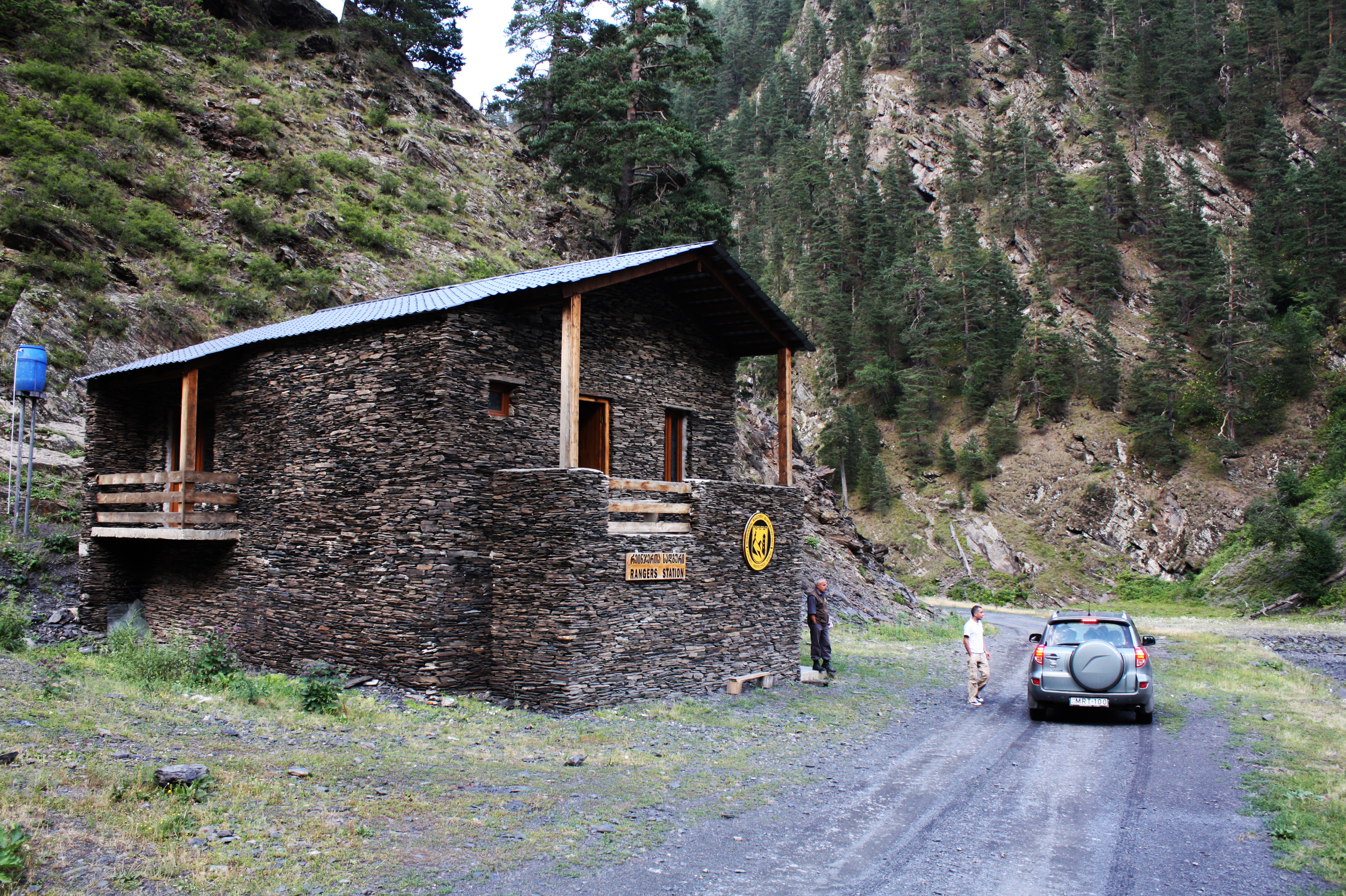
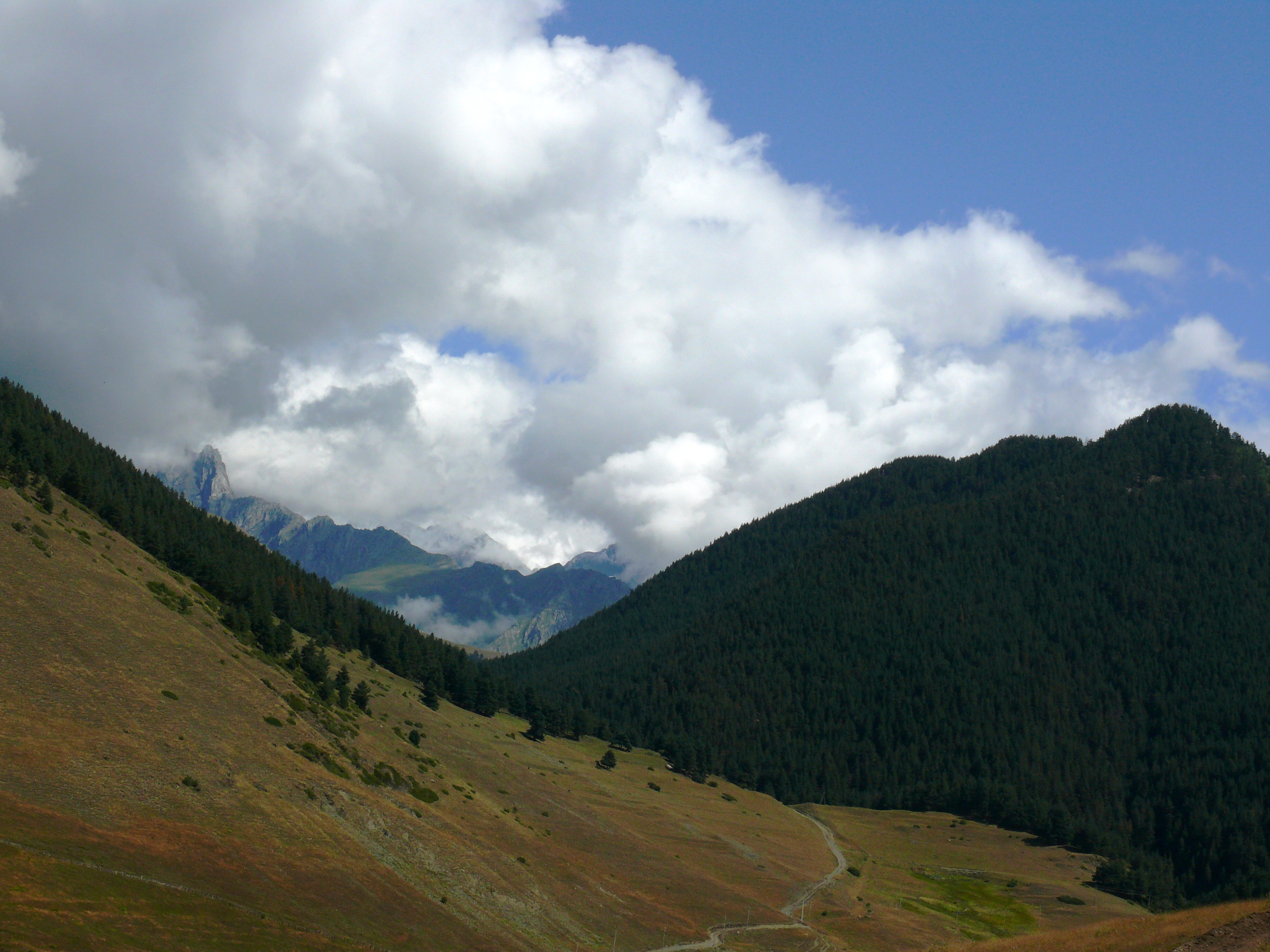
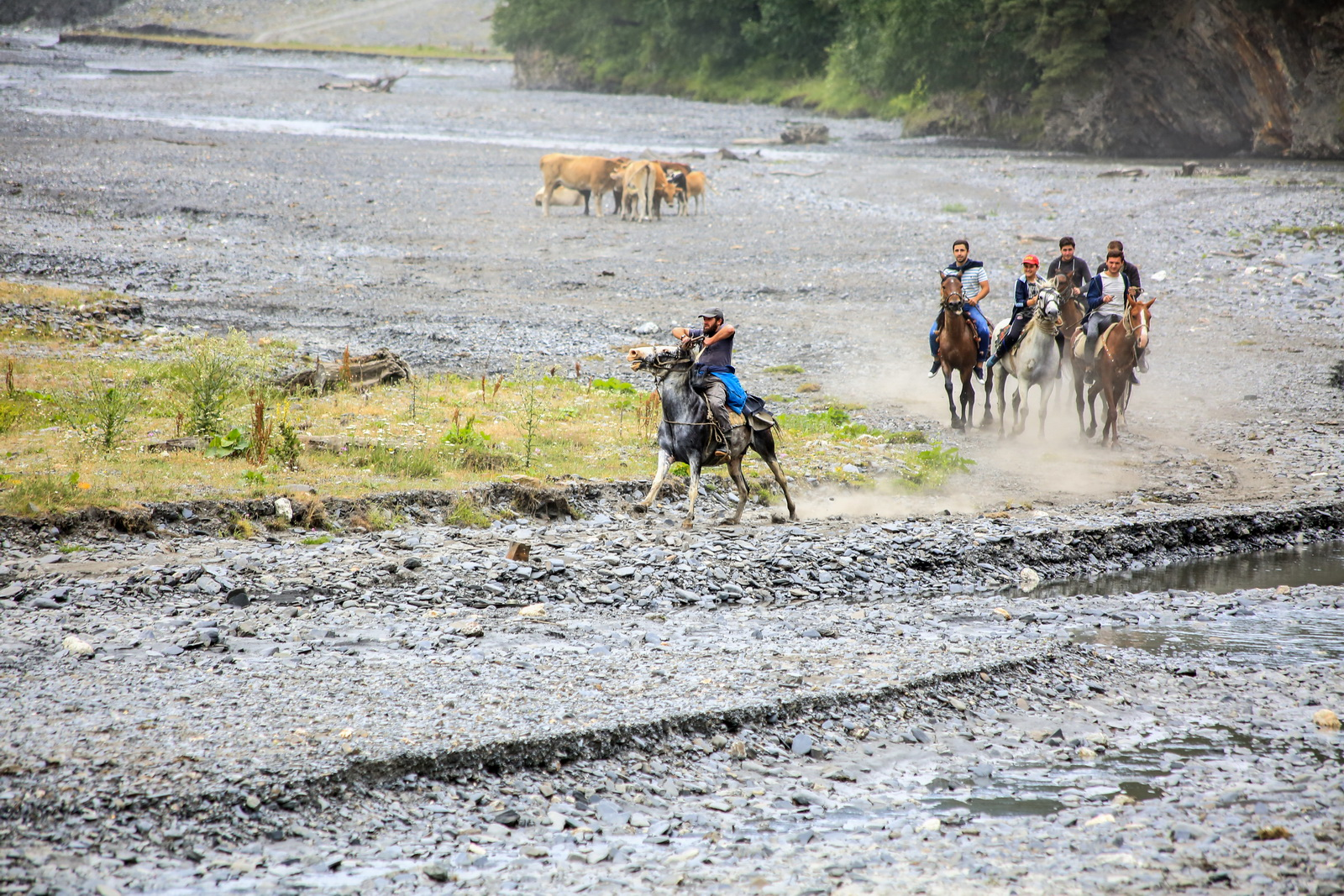
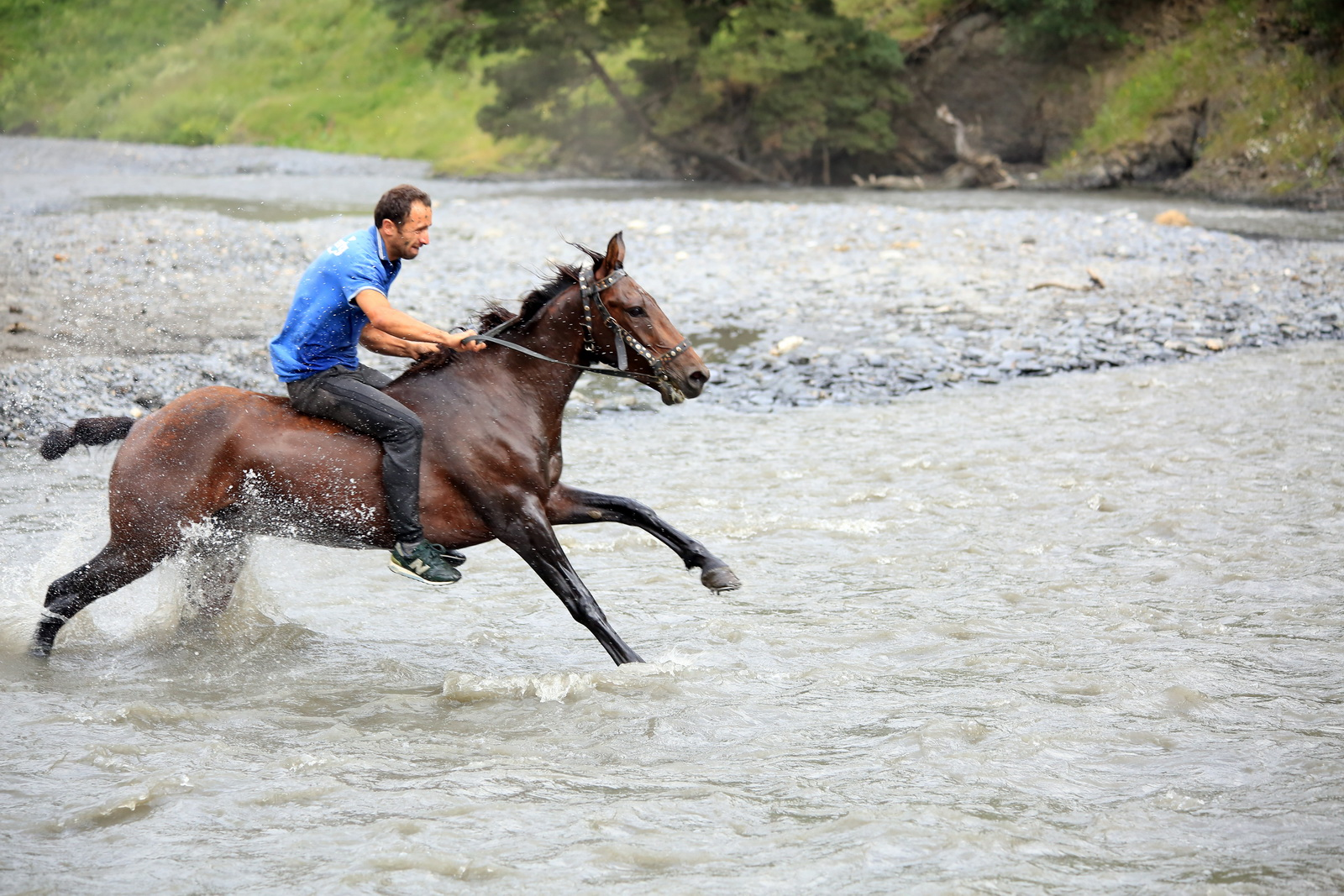
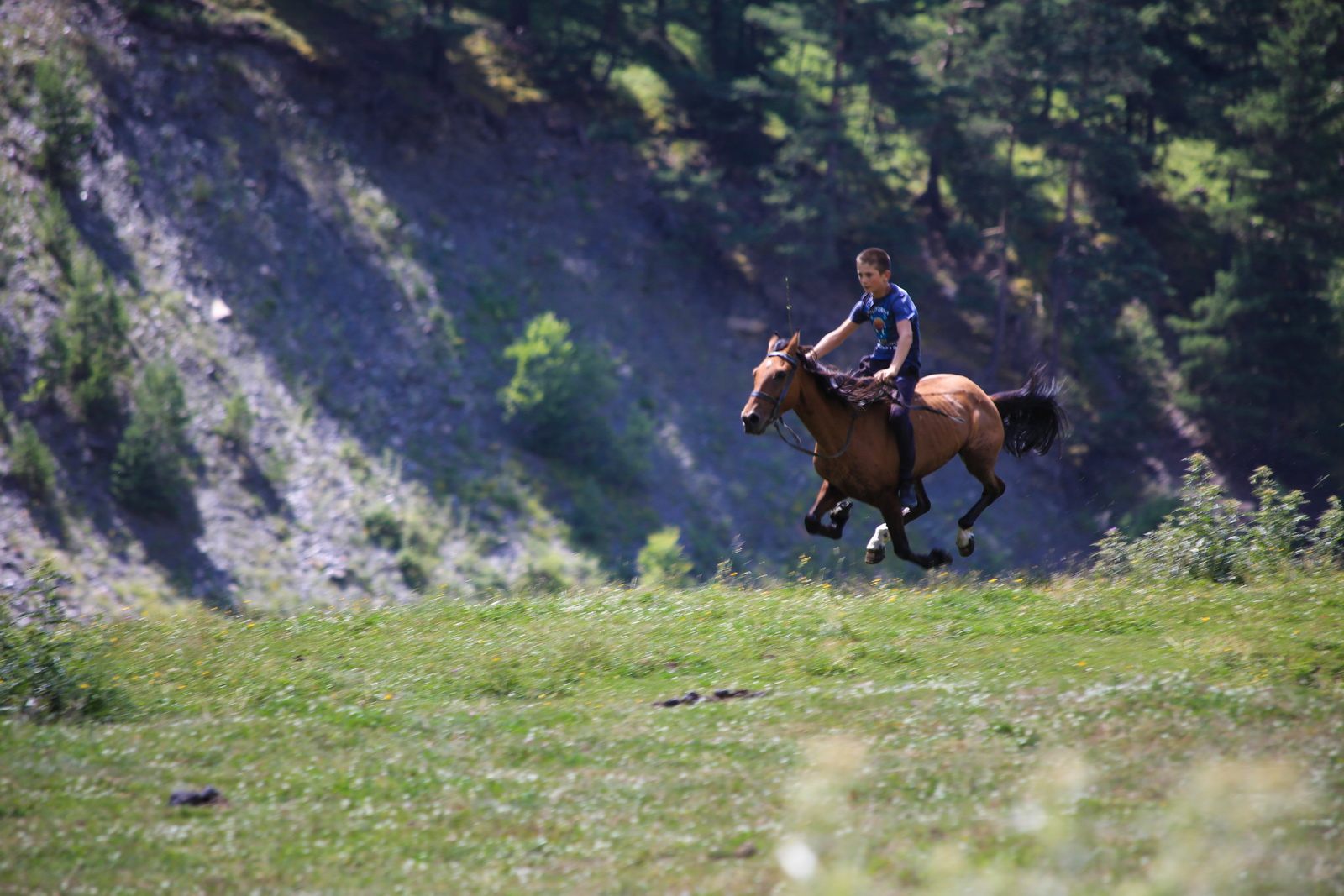
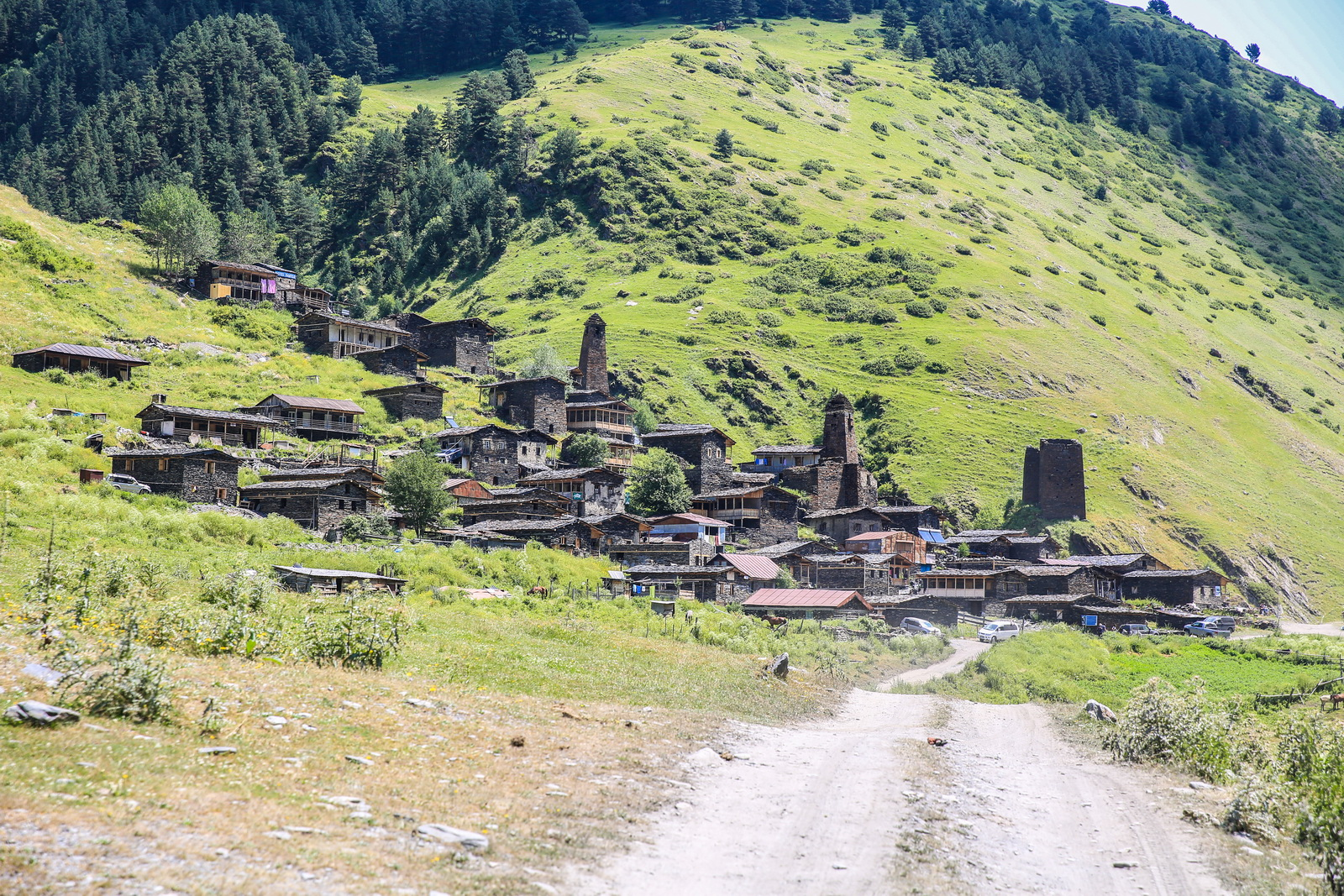
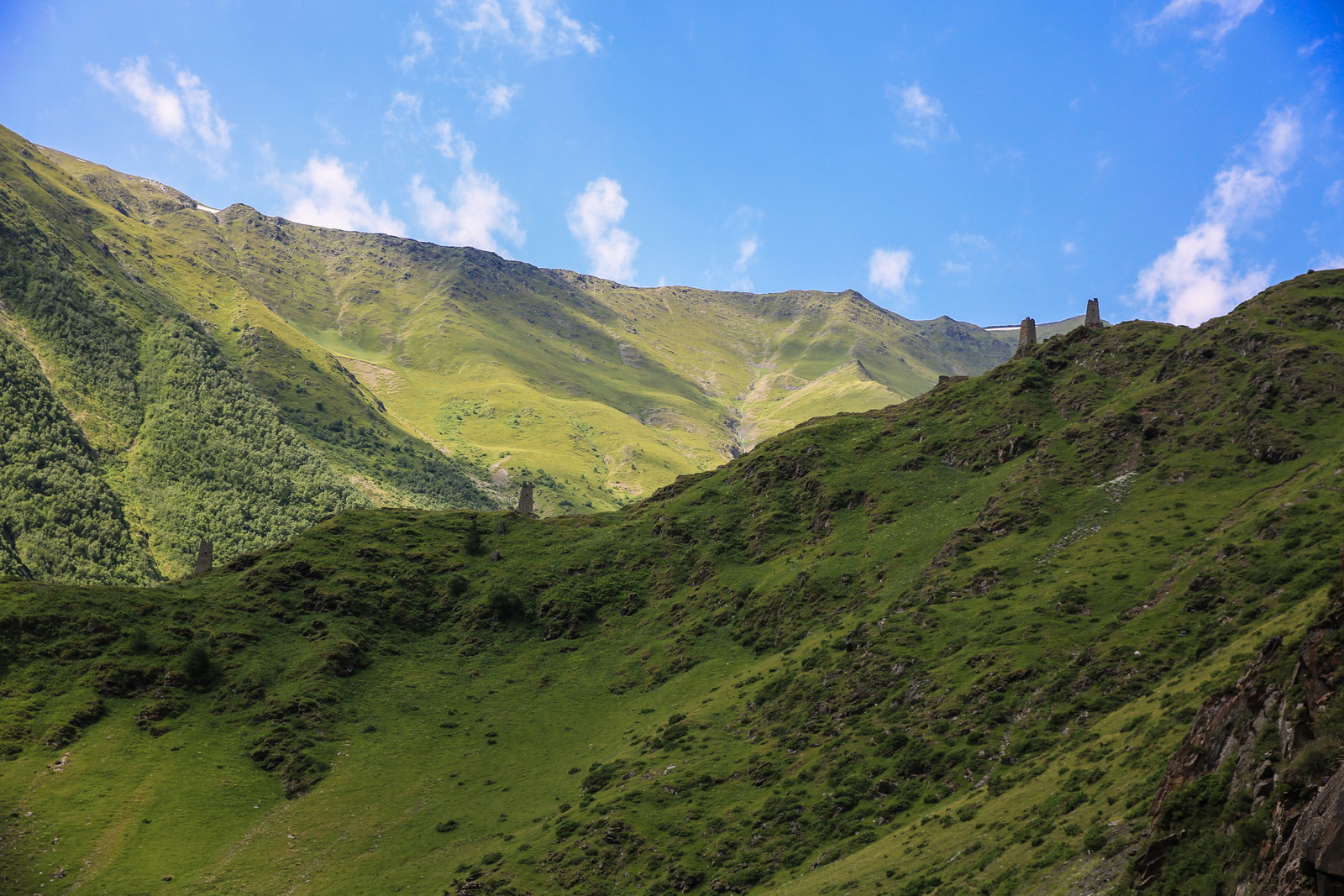
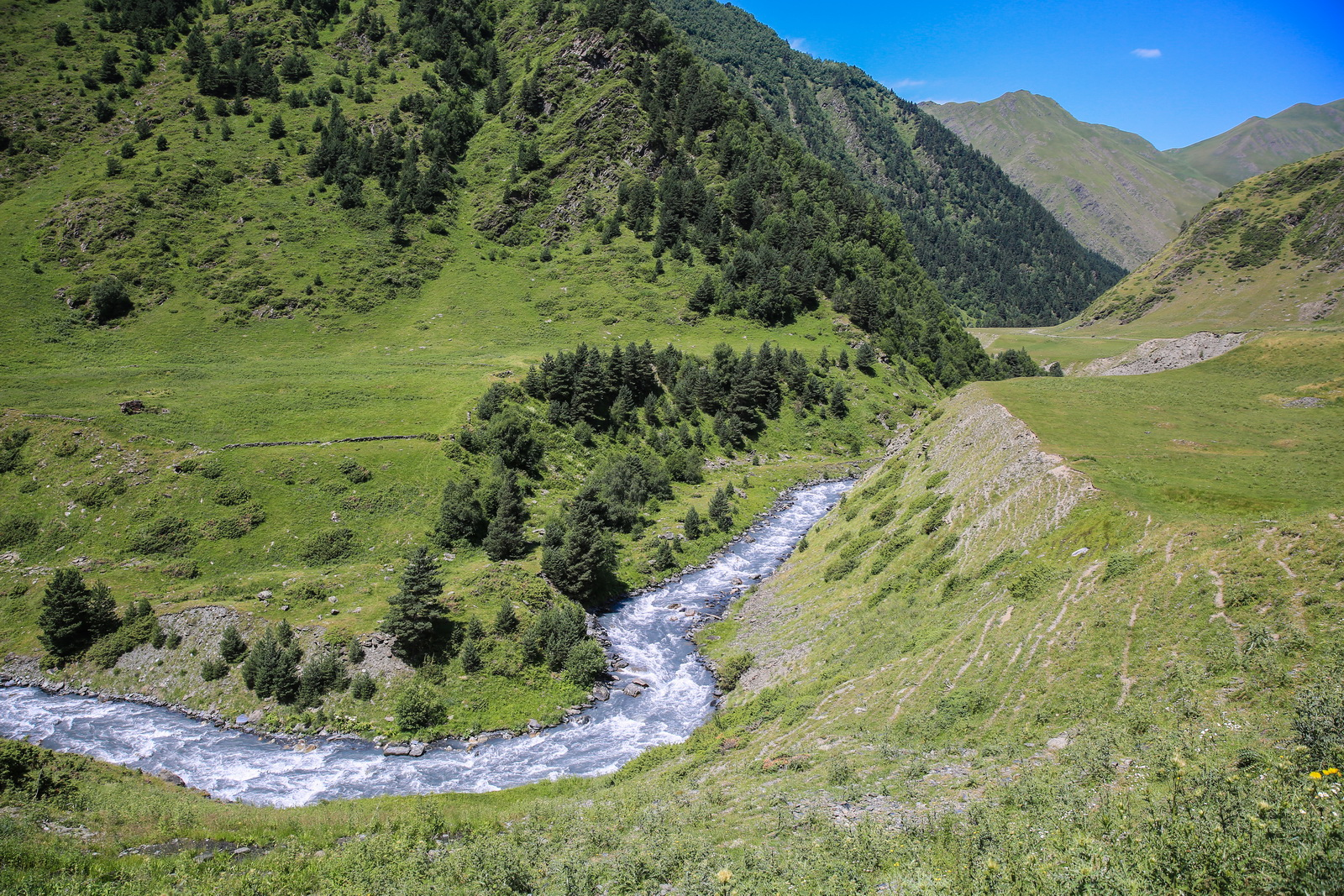
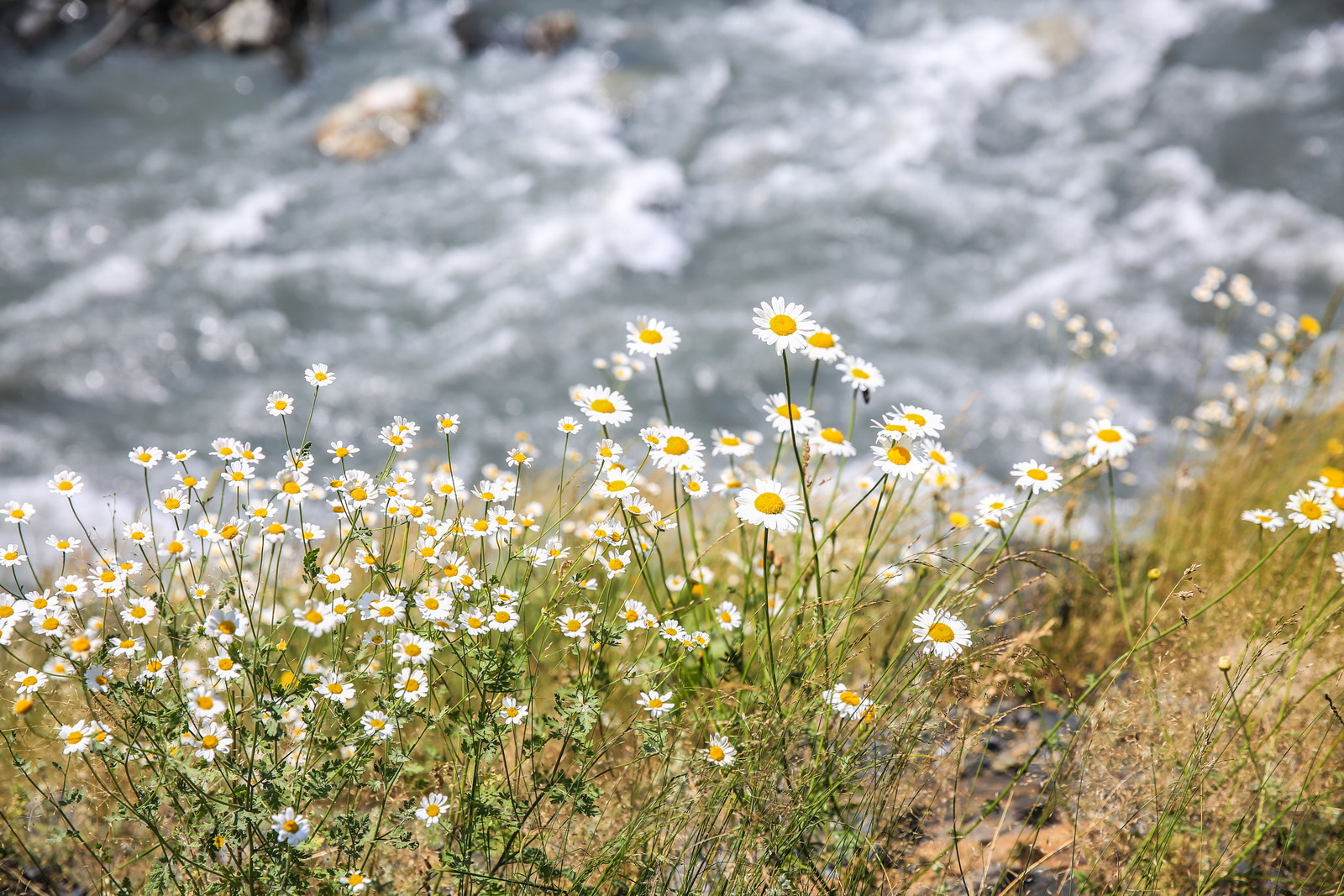
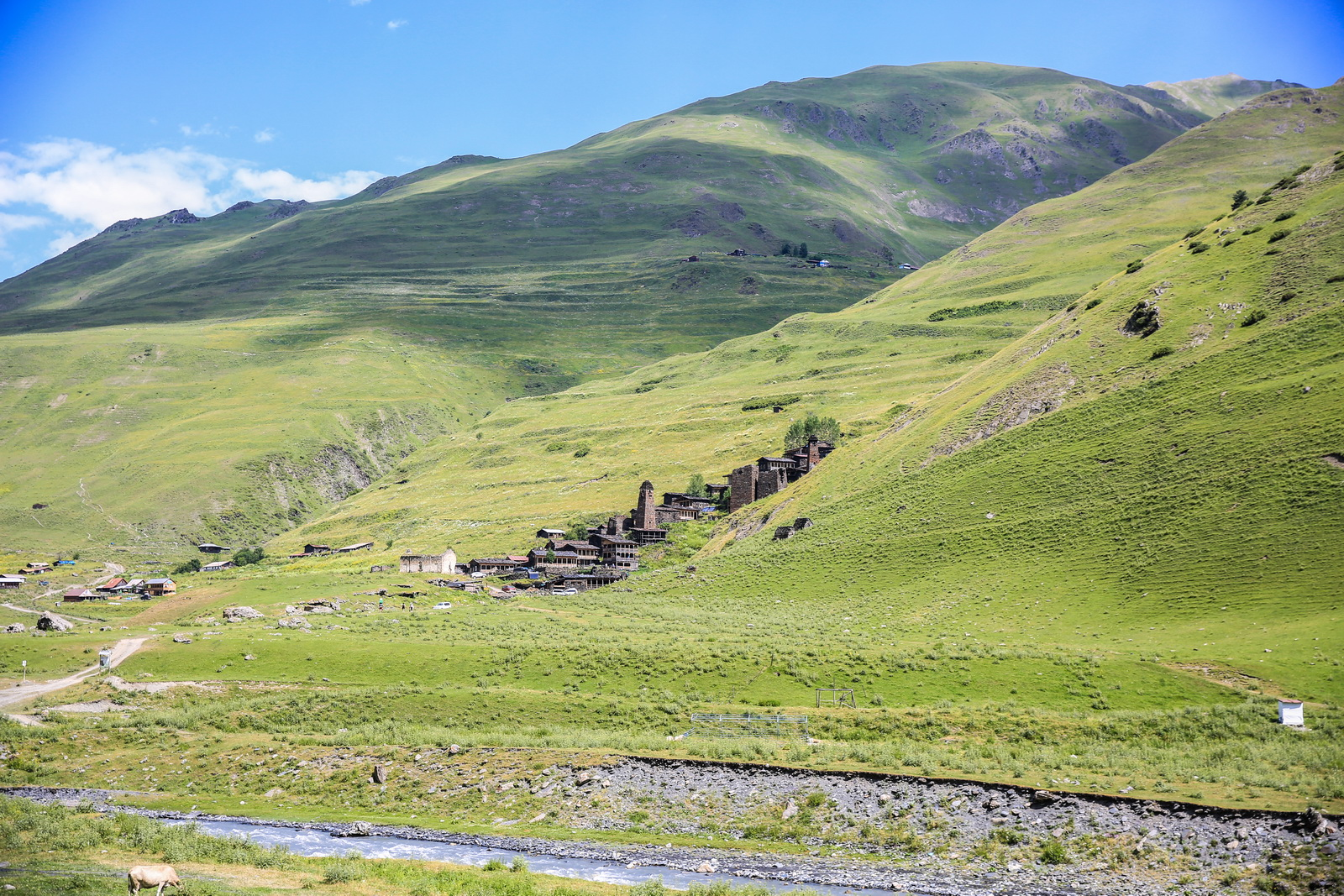
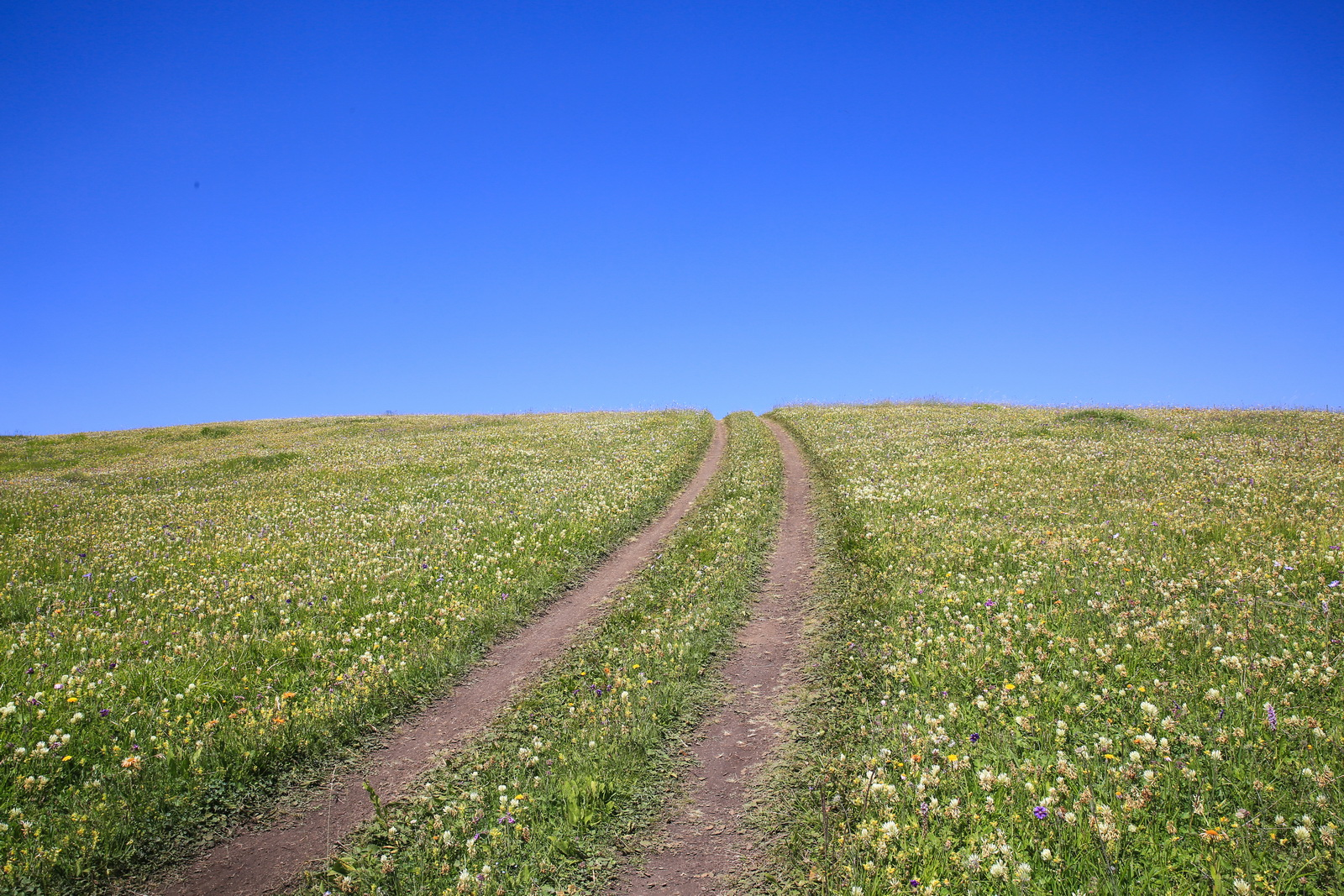
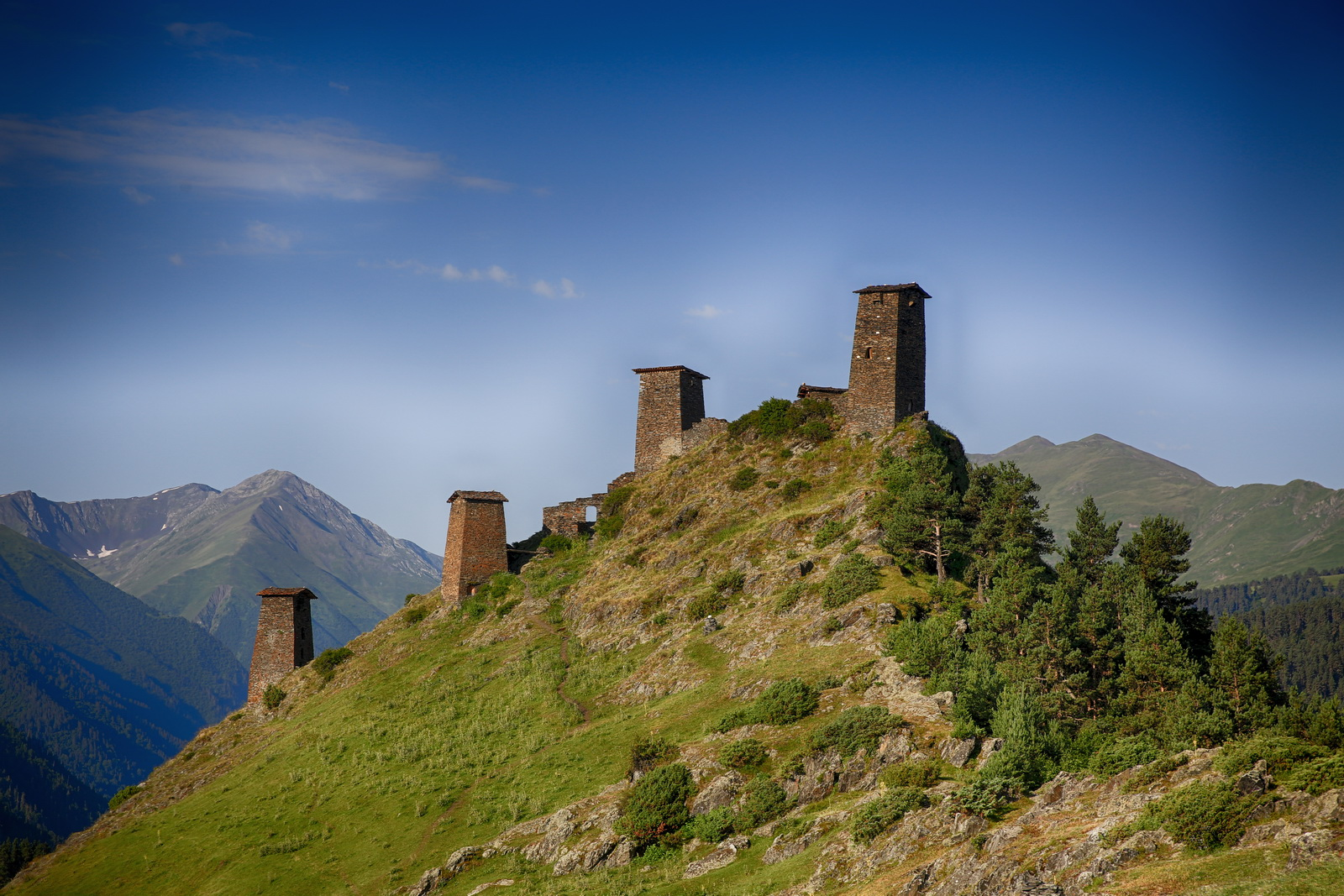
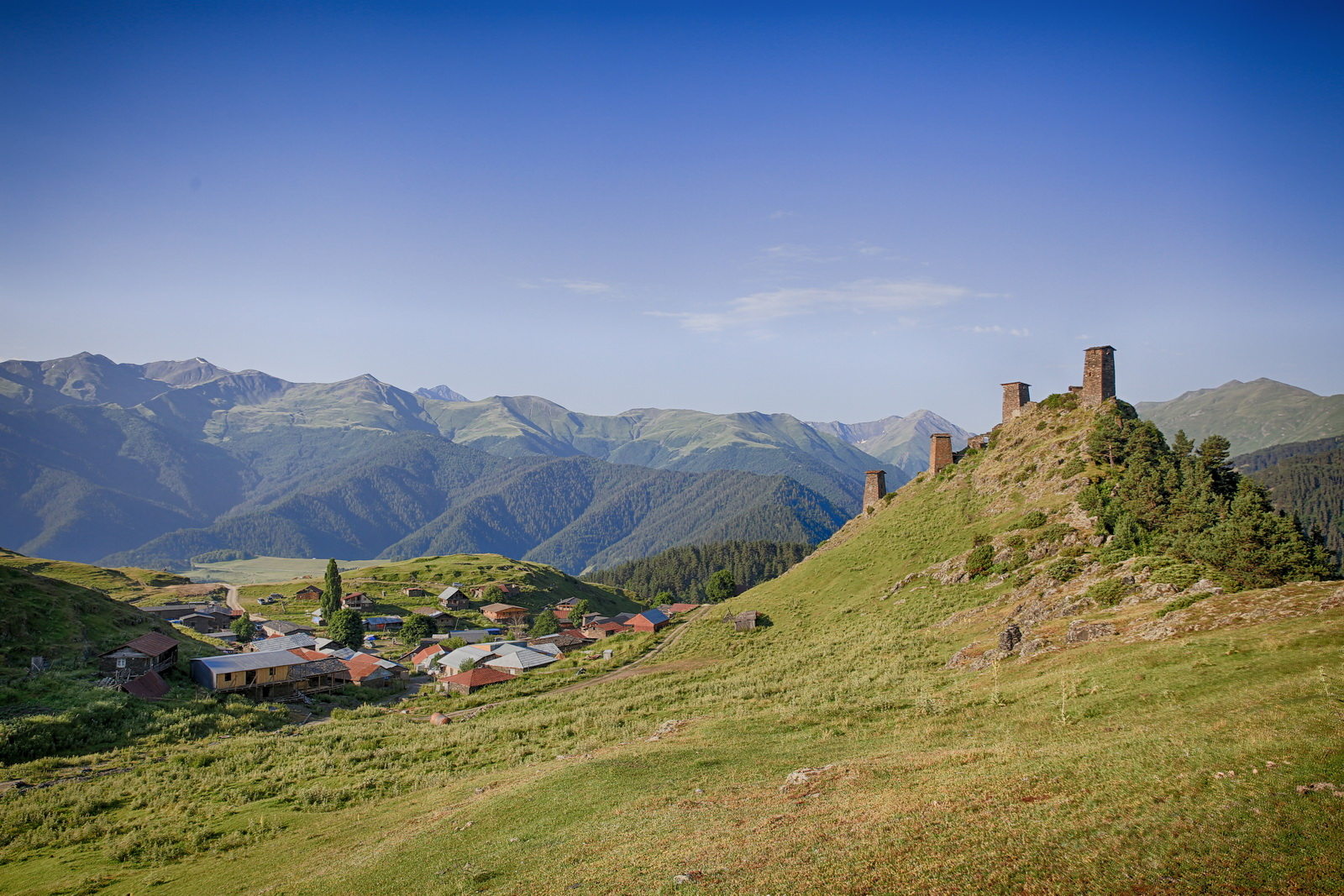
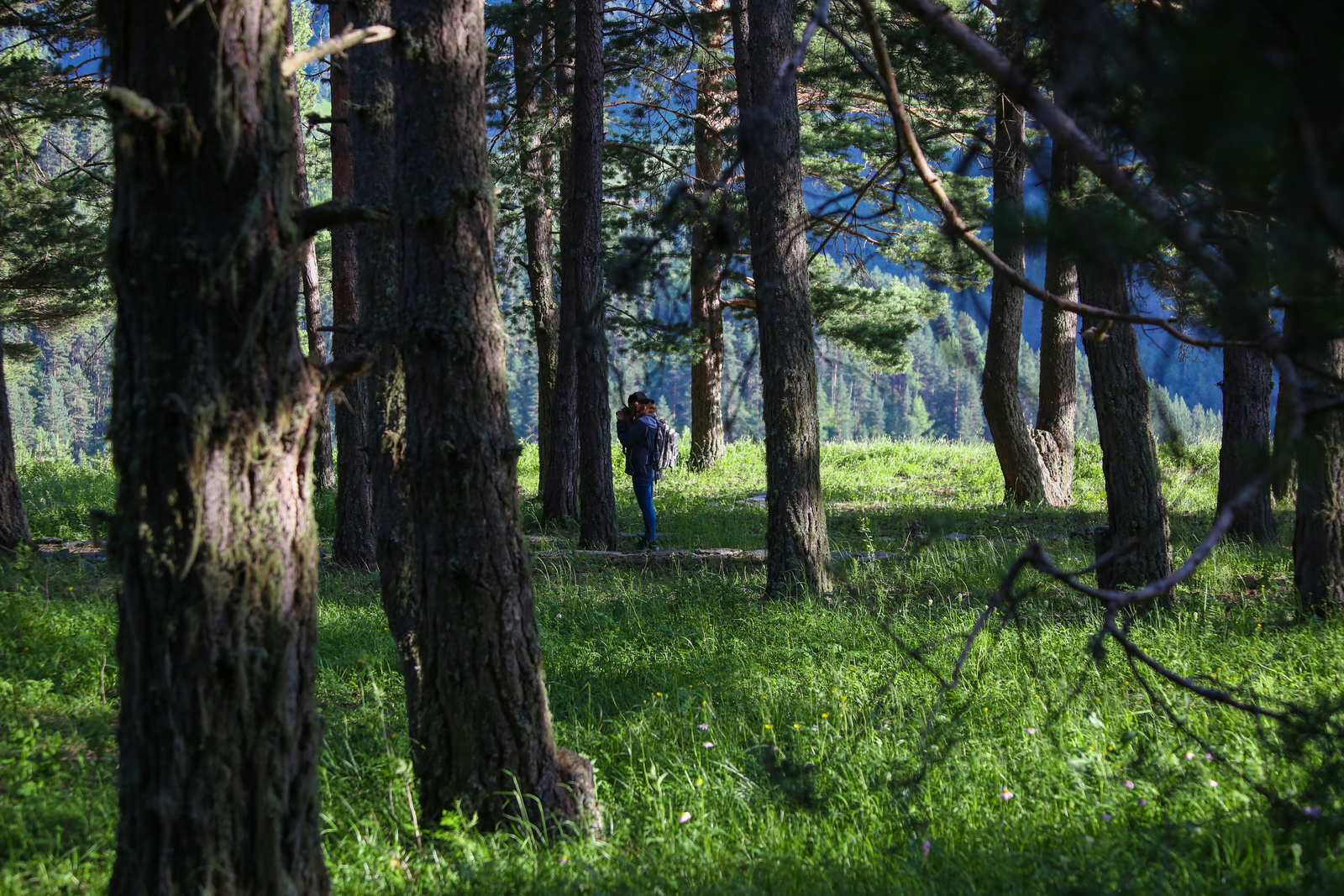
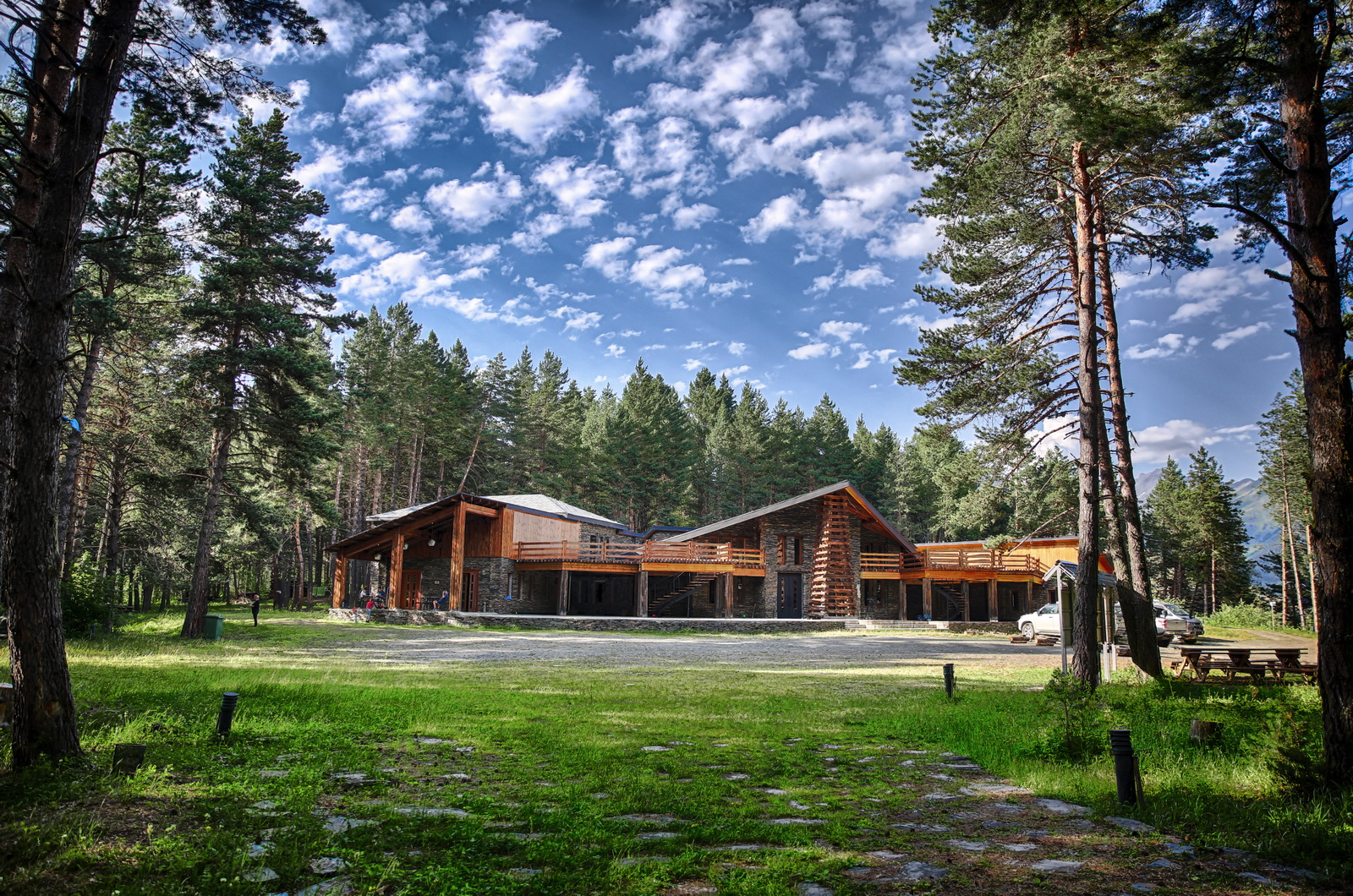
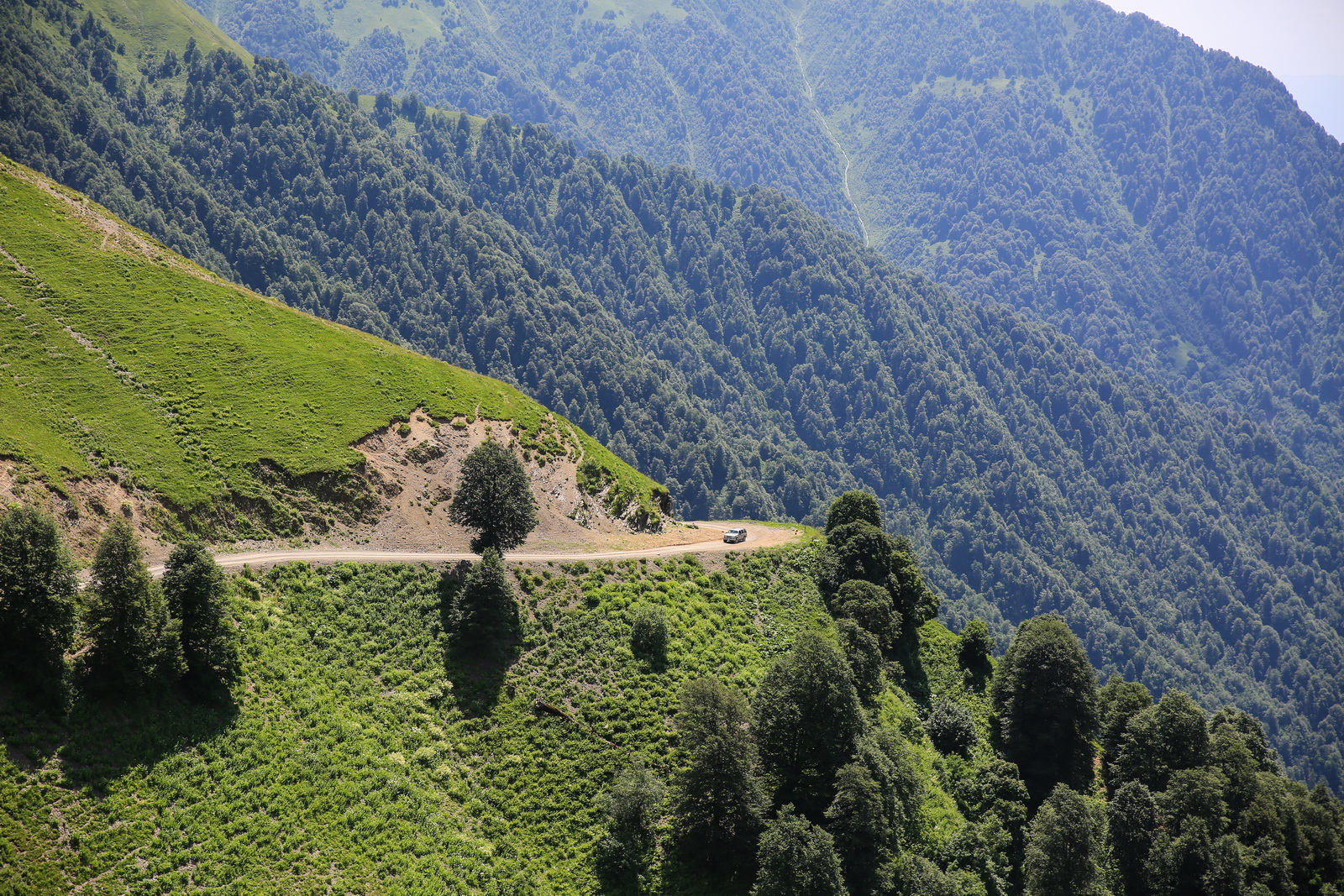
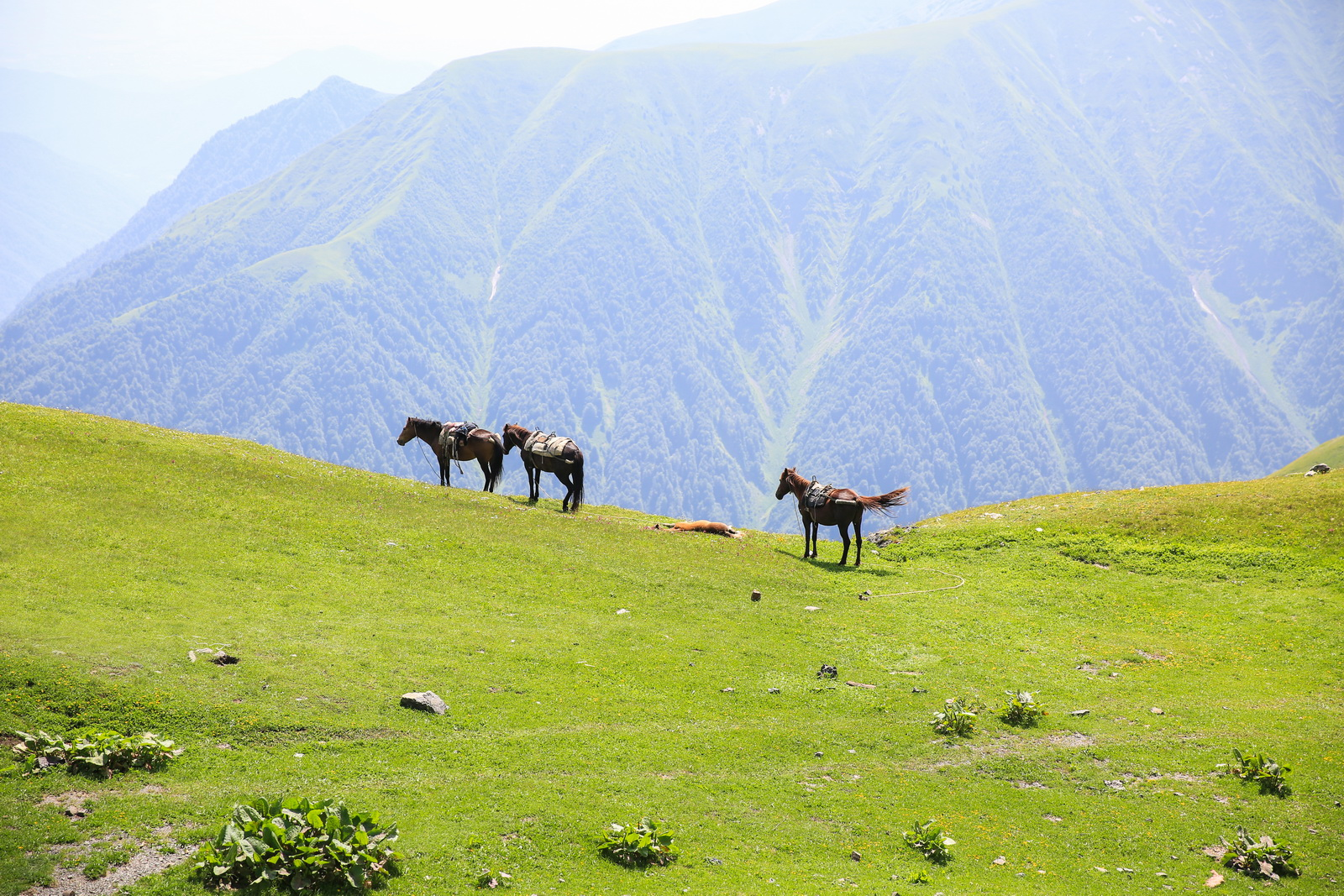
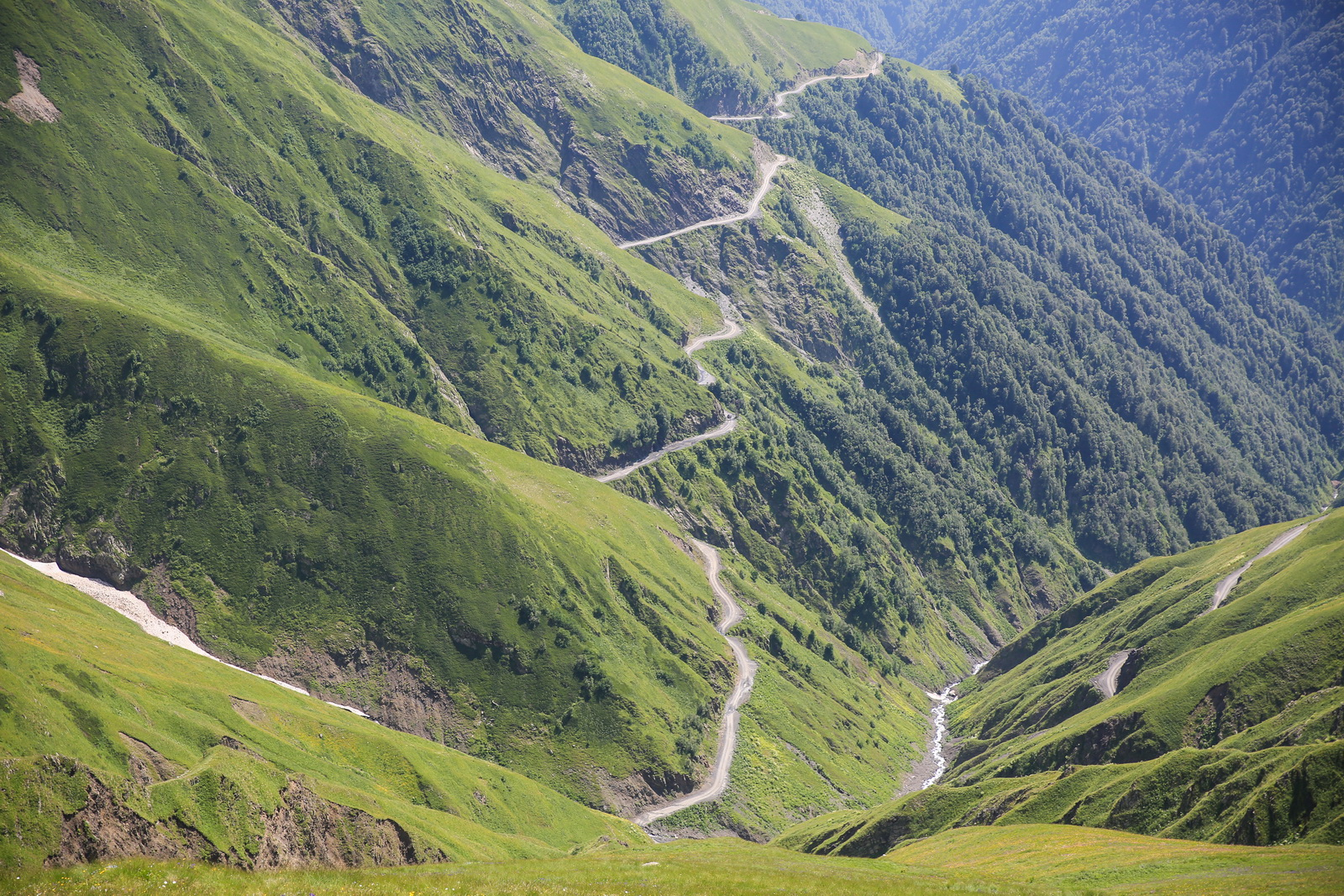
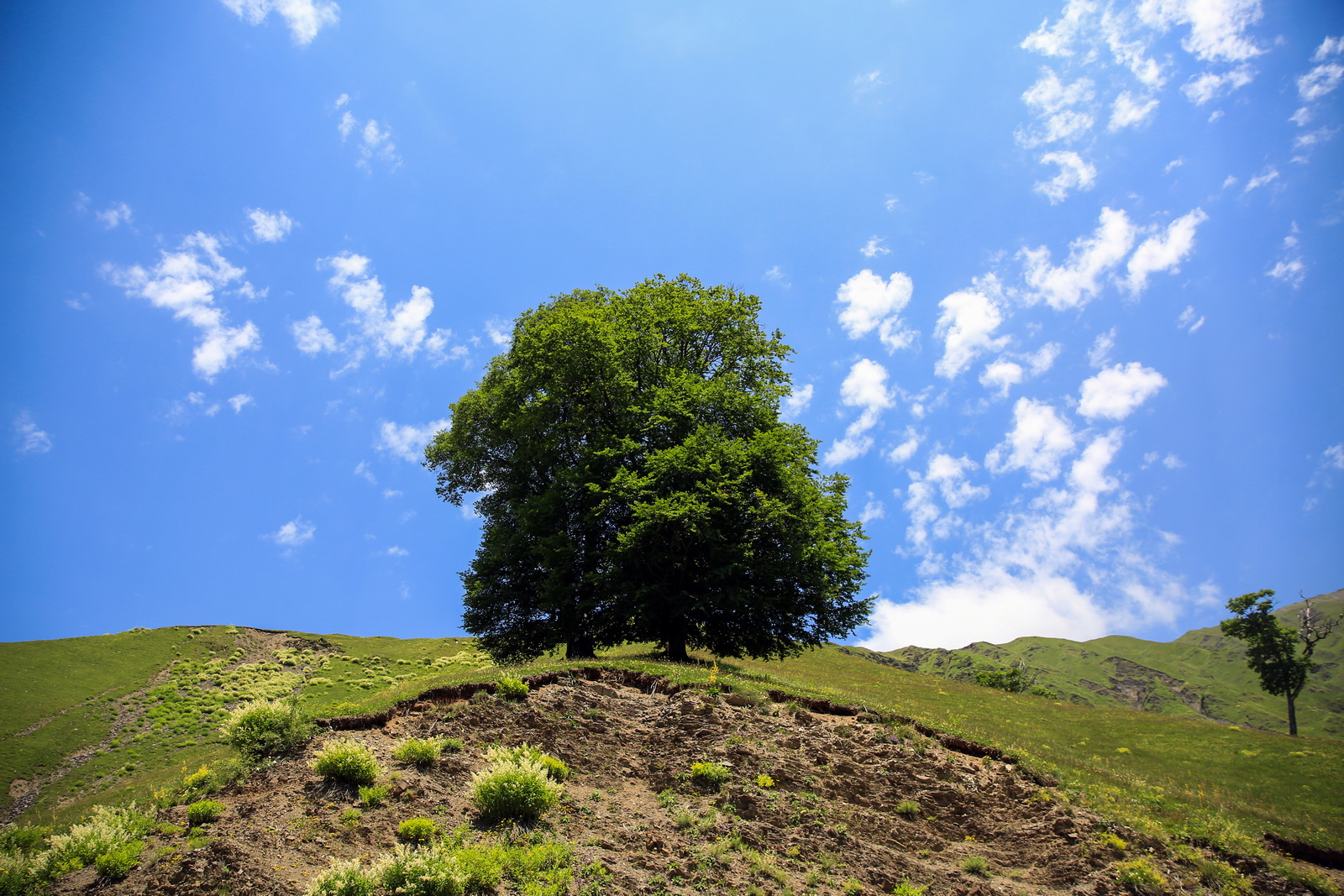
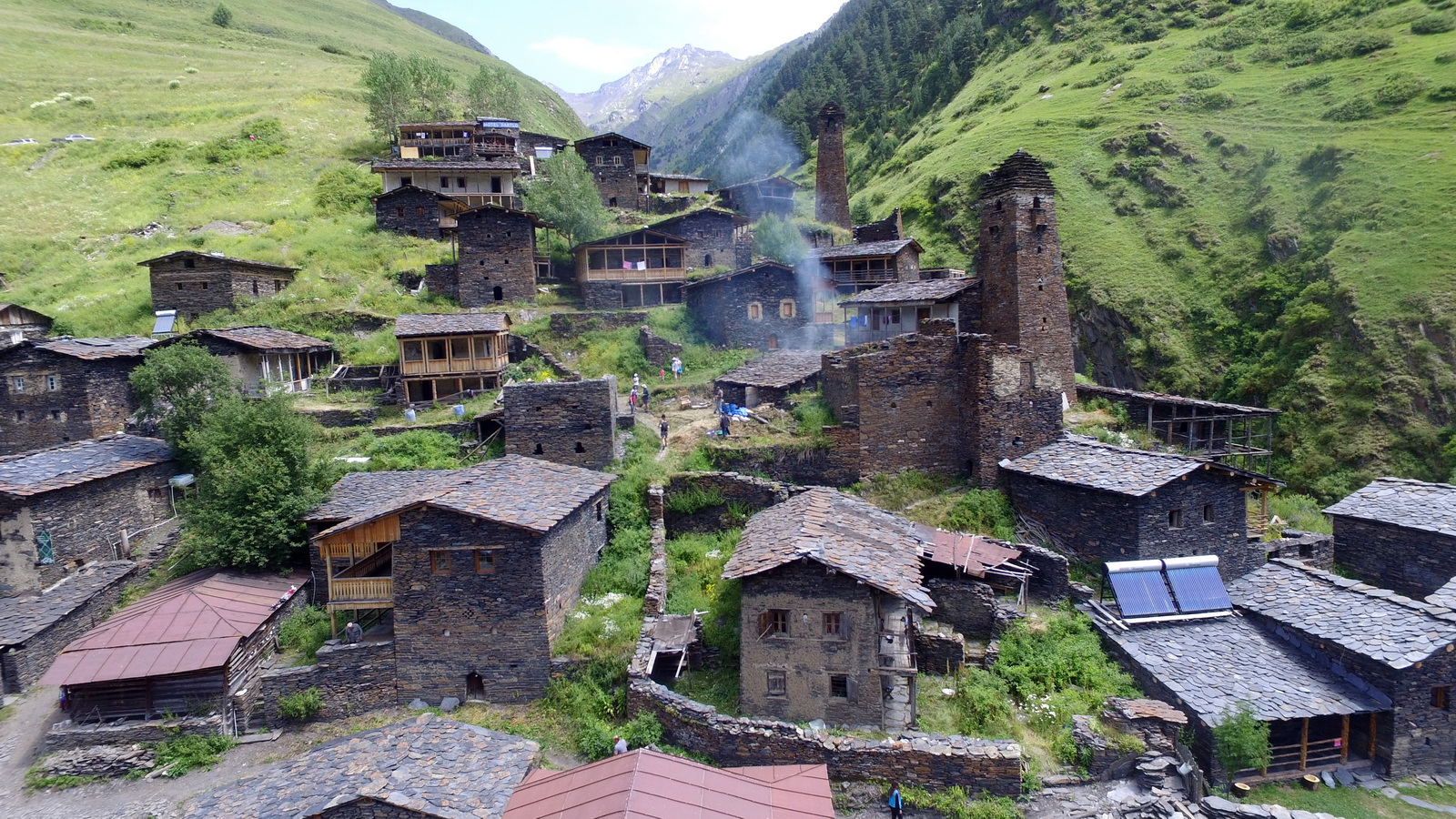
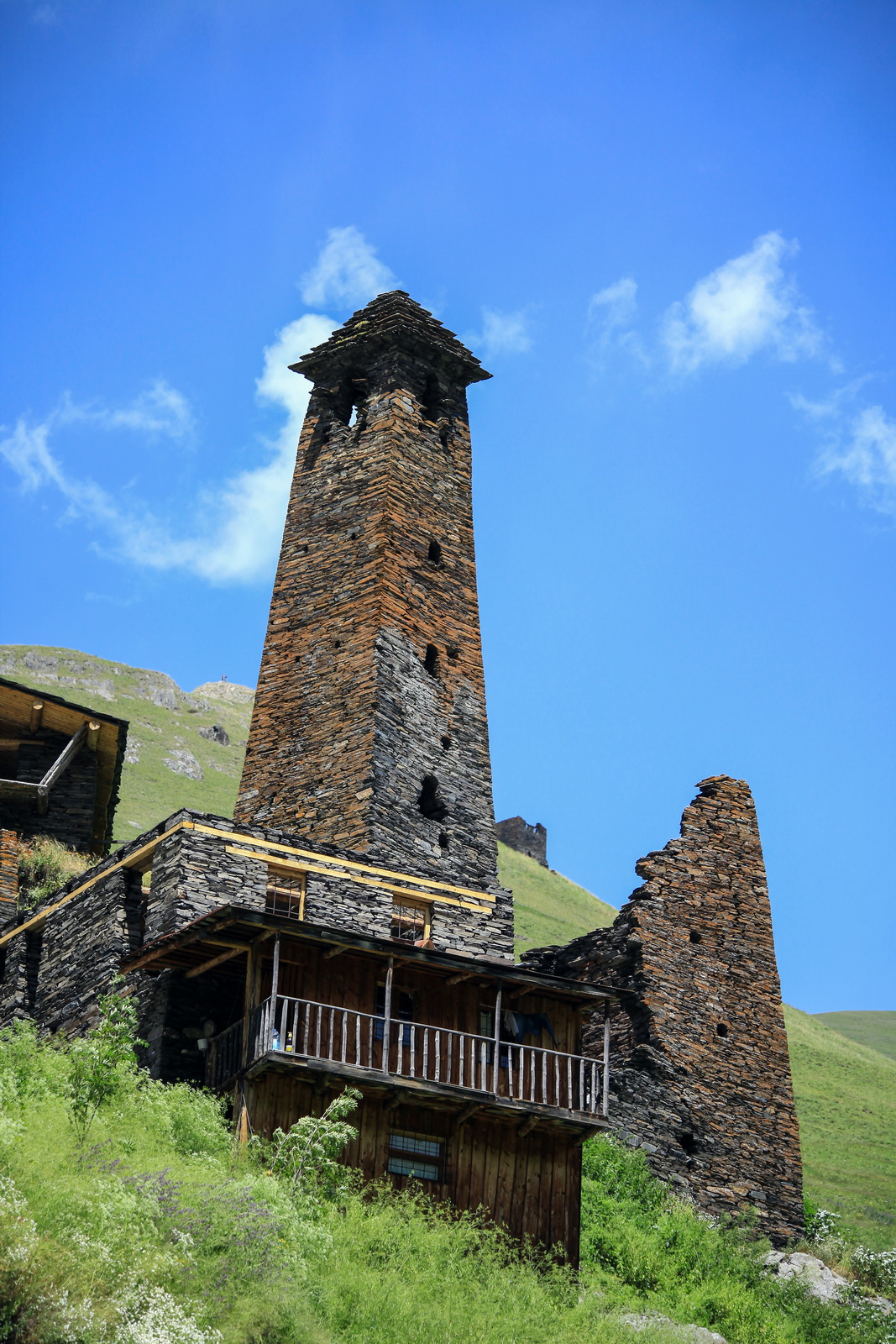
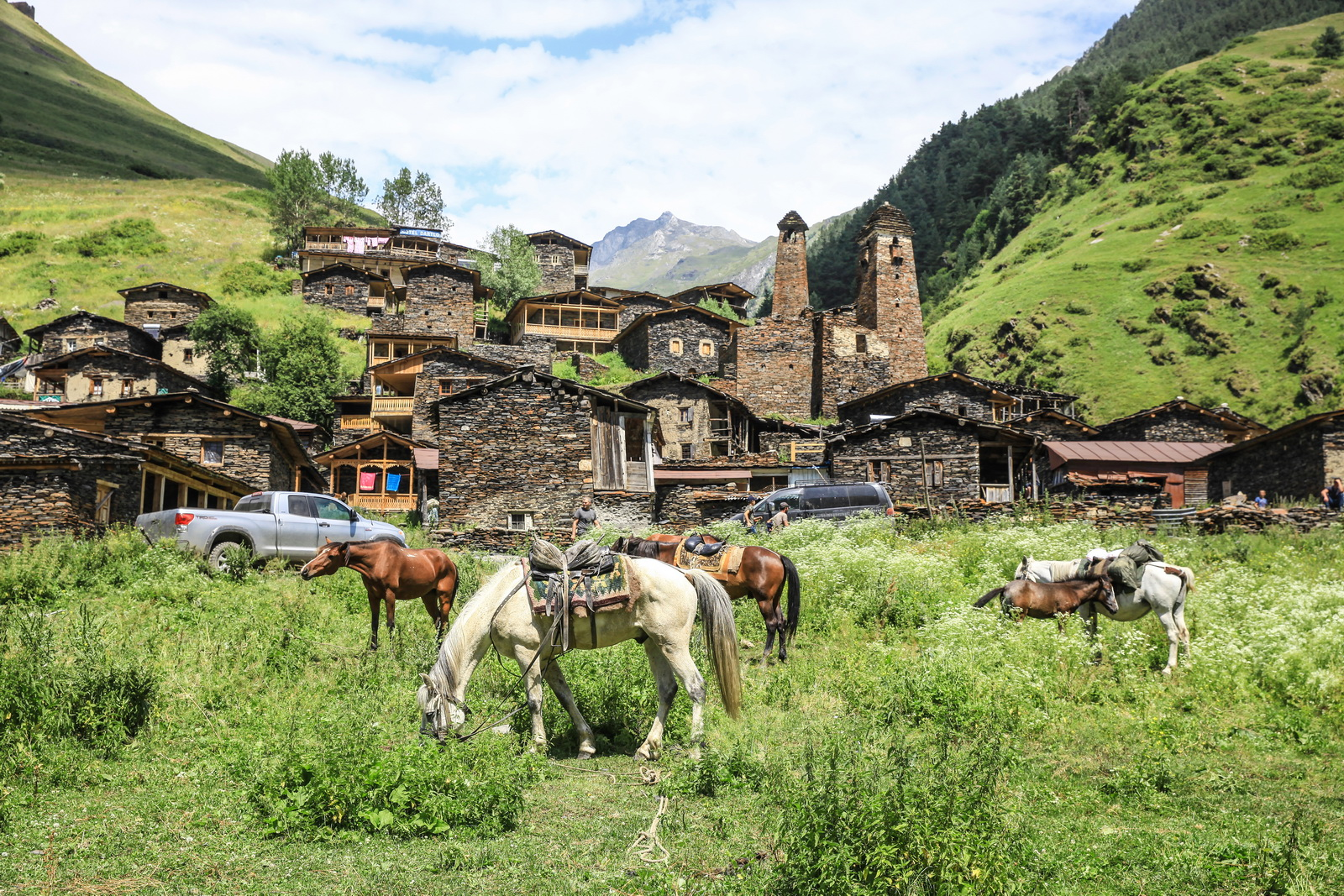